# Crepidomanes frappieri
Crepidomanes frappieri är en hinnbräkenväxtart som först beskrevs av Eugène Jacob de Cordemoy och som fick sitt nu gällande namn av Jacobus Petrus Roux.
Crepidomanes frappieri ingår i släktet Crepidomanes och familjen Hymenophyllaceae. Inga underarter finns listade i Catalogue of Life.